# Карниці (гміна)
Гміна Карніце (пол. Gmina Karnice) — сільська гміна у північно-західній Польщі. Належить до Ґрифицького повіту Західнопоморського воєводства.
Станом на 31 грудня 2011 у гміні проживало 4181 особа.

## Територія
Згідно з даними за 2007 рік площа гміни становила 133.14 км², у тому числі:
- орні землі: 77.00%
- ліси: 13.00%

Таким чином, площа гміни становить 13.08% площі повіту.

## Населення
Станом на 31 грудня 2011:
| Опис     | Загалом | Загалом | Чоловіки | Чоловіки | Жінки | Жінки |
| -------- | ------- | ------- | -------- | -------- | ----- | ----- |
| одиниця  | осіб    | %       | осіб     | %        | осіб  | %     |
| все      | 4181    | 100     | 2068     | 49.46    | 2113  | 50.54 |
| міське   | 0       | 100     | 0        |          | 0     |       |
| сільське | 4181    | 100     | 2068     | 49.46    | 2113  | 50.54 |

## Сусідні гміни
Гміна Карніце межує з такими гмінами: Ґрифіце, Реваль, Свежно, Тшеб'ятув.